# 970-ті до н. е.
970-ті роки до н. е.  — десятиліття, що тривало з 980 до н. е. до 971 до н. е.

## Події
Цар Соломон сходить на трон.

## Правителі
- фараон Єгипту Сіамон;
- царі Ассирії Ашшур-рабі II та Ашшур-реш-іші II;
- царі Вавилонії Мар-біті-апла-уцур та Набу-мукін-аплі;
- цар Тіру Хірам І Великий;
- вани Чжоу Чжао-ван та Му-ван.